# OnStar
Az OnStar az amerikai General Motors (GM) leányvállalata. Ezen a néven kapható az OnStar cég által kifejlesztett fizetős műholdas személyes csatlakozási és szervizasszisztens.

## Története
Az OnStar rendszer segítségével személyre szabott szolgáltatásokat és szórakozási lehetőségeket lehet nyújtani a gépkocsiban ülőknek. Az OnStar műholdon keresztül követi nyomon az autókat, a kommunikációhoz pedig a mobiltelefonok hálózatát használja. A GM - opcióként - a Cadillac Escalade sportkocsikban már 1998 óta kínálja ezt a rendszert, amely egy központ segítségével 24 órás szolgáltatást nyújt, és probléma esetén segít.

## Magyarországon
Magyarországon Opel OnStar néven ismeretes, mivel Magyarországon az Opellel összefüggésben, magyar nyelvű segítséggel 2016 szeptemberében jelent meg.
A rendszernek saját applikációja van, amelyet androidra és iOSre lehet letölteni.